# 共富新村駅
座標: 北緯31度19分8秒 東経121度26分35秒 / 北緯31.31889度 東経121.44306度
共富新村駅（きょうふしんそん-えき）は、中華人民共和国上海市宝山区に位置する上海軌道交通1号線の駅である。

## 駅構造
- 相対式ホーム2面2線の高架駅。

## 歴史
- 2004年12月28日 - 開業。
- 2007年12月29日 - 当駅～富錦路駅間が開業。

## 隣の駅
上海軌道交通
■1号線
呼蘭路駅 - 共富新村駅 - 宝安公路駅